# Червоне Озеро (Конотопський район)
Червоне́ О́зеро (в минулому — Святе Озеро) — село в Україні, у Новослобідській сільській громаді Конотопського району Сумської області. Село займає площу 137,7 га. Населення становить 228 осіб.

## Географія
Село Червоне Озеро знаходиться за 3 км від правого берега річки Сейм навколо озера Червоне. На відстані 1,5 км розташовані села Білогалиця, Пересипки і Жари.
Розташоване на відстані 21 км від міста Путивль. На відстані 4 км на захід проходить шлях Суми-Глухів. А на відстані 12 км залізнична станція «Путивль».

## Історія
Село відоме з 18 століття. Протягом існування села назва його змінювалась. Одна з відомих назв Святе. За легендою на місці озера, стояла дерев'яна церква, яка «пішла» під землю, а на її місці утворилося озеро, яке і назвали Святим. Звідси і пішла назва села-Святе Озеро. За Радянських часів назву села змінили на Червоне Озеро.
12 червня 2020 року, відповідно до розпорядження Кабінету Міністрів України № 723-р «Про визначення адміністративних центрів та затвердження територій територіальних громад Сумської області», село увійшло до складу Новослобідської сільської громади.
19 липня 2020 року, в результаті адміністративно-територіальної реформи та ліквідації Путивльського району, увійшло до складу новоутвореного Конотопського району.
22 червня 2023 року рішенням Національної комісії зі стандартів державної мови віднесено до списку населених пунктів, які «можуть не відповідати лексичним нормам української мови», зокрема стосуватися «російської імперської чи колоніальної політики». Громаді рекомендовано обґрунтувати доцільність збереження поточної назви або запропонувати нову назву в установленому законодавством порядку.

## Населення
Згідно з переписом УРСР 1989 року чисельність наявного населення села становила 276 осіб, з яких 123 чоловіки та 153 жінки.
За переписом населення України 2001 року в селі мешкало 228 осіб.

### Мова
Розподіл населення за рідною мовою за даними перепису 2001 року:
| Мова       | Відсоток |
| ---------- | -------- |
| українська | 54,82 %  |
| російська  | 44,74 %  |
| білоруська | 0,44 %   |